# Schenella pityophilus
Schenella pityophilus är en svampart som först beskrevs av Malençon & Riousset, och fick sitt nu gällande namn av Estrada & Lado 2005. Schenella pityophilus ingår i släktet Schenella och familjen jordstjärnor.   Inga underarter finns listade i Catalogue of Life.